# Thái Mỹ Linh
Thái Mỹ Linh là một chính trị gia và dược sĩ người Mỹ phục vụ trong Hạ viện Tiểu bang Washington đại diện cho Khu lập pháp thứ 41 ở Quận King. Mỹ Linh, một người nhập cư gốc Việt sống ở Bellevue, từng là thành viên hội đồng trường trước cuộc bầu cử vào năm 2018, thay thế nhà lập pháp Judy Clibborn sắp nghỉ hưu.

## Đầu đời và sự nghiệp
Linh sinh ra tại Việt Nam, nhưng di cư đến Hoa Kỳ năm 1983 theo diện tị nạn chiến tranh. Cô đến khu vực Seattle vào năm 15 tuổi và đăng ký vào Trường Trung học Federal Way mặc dù không biết tiếng Anh. Cô tốt nghiệp Trường Dược của Đại học Washington và hành nghề dược sĩ ở Billings, Montana, trước khi cùng gia đình chuyển đến Bellevue, Washington vào năm 2008. Cô cũng đã từng làm thông dịch viên y tế cho người Việt Nam nhập cư và trở về nước để giảng dạy một trong những chương trình điều dưỡng sau đại học đầu tiên tại Việt Nam.
Cô đã tham gia vào hiệp hội phụ huynh-giáo viên Somerset (PTA) ngay sau khi chuyển đến thành phố, trong các khoảng thời gian nghỉ phép của công việc dược sĩ. Cô được bổ nhiệm làm chủ tịch PTA, nhận được giải thưởng cho hoạt động của mình từ PTA của bang này, và được bầu vào Hội đồng trường học khu Bellevue vào năm 2013. Trong nhiệm kỳ đầu tiên của mình với tư cách là thành viên hội đồng trường, Linh đã vận động chống lại bất bình đẳng chủng tộc và vận động để thuê một nhóm giáo viên đa chủng tộc để phản ánh nhân khẩu học của cơ quan trường Bellevue. Cô đã tái đắc cử nhiệm kỳ thứ hai vào năm 2017 và được bổ nhiệm làm chủ tịch hội đồng quản trị. Linh cũng từng là phó chủ tịch Hiệp hội Giám đốc các trường Tiểu bang Washington.

## Sự nghiệp chính trị

### Bầu cử
Cô đã nộp đơn ứng cử một ghế ở khu lập pháp thứ 41 của Washington vào đầu tháng 4 năm 2018, ngay sau khi bà Judy Clibborn đương nhiệm tuyên bố nghỉ hưu. Hoạt động trên cương lĩnh tập trung vào cải cách giáo dục và chăm sóc sức khỏe, cô đã nhận được sự tán thành của Đảng Dân chủ Khu 41, Hiệp hội Giáo dục Washington, Hội đồng Lao động Bang Washington, The Seattle Times và The Stranger. Cô chiếm 43% phiếu bầu trong cuộc bầu cử sơ bộ, tiến tới cuộc tổng tuyển cử cùng với ông Michael Appleby của đảng Cộng hòa.
Cô được bầu trong cuộc tổng tuyển cử vào ngày 6 tháng 11 năm 2018, giành được 65% phiếu bầu so với 35% của Appleby và trở thành một trong hai nhà lập pháp người Mỹ gốc Việt đầu tiên được bầu vào Cơ quan lập pháp Tiểu bang Washington, cùng với Joe Nguyễn từ khu 34. Linh tuyên bố từ chức hội đồng quản trị nhà trường vào ngày hôm sau. Cô tuyên thệ nhậm chức vào ngày 14 tháng 1 năm 2019, Linh mặc áo dài truyền thống của Việt Nam trong ngày này.
Cô là đại diện của Washington tại Hội nghị Quốc gia đảng Dân chủ 2020, nhằm gửi tới những người tham dự một thông điệp từ Seattle.

## Đời sống riêng tư
Mỹ Linh đã kết hôn với Don Thai, một bác sĩ thần kinh tại Trung tâm Y tế Valley ở Renton. Họ có hai con và cư trú tại Bellevue, Washington.